# Wola Łaskarzewska
Wola Łaskarzewska es un pueblo de Polonia, en Mazovia. Se encuentra en el distrito (Gmina) de Łaskarzew, perteneciente al condado (Powiat) de Garwolin. Se encuentra aproximadamente a 3 km al noroeste de Łaskarzew, 13 km al suroeste de Garwolin, y a 61 km al sureste de Varsovia. 
Entre 1975 y 1998 perteneció al voivodato de Siedlce.